# بت موریس
بت موریس (انگلیسی: Beth Morris; ۱۹ ژوئیهٔ ۱۹۴۳ – ۱ مارس ۲۰۱۸) بازیگر تلویزیون و تئاتر بریتانیایی بود. وی بین سال‌های ۱۹۶۹ تا ۲۰۰۴ میلادی فعالیت می‌کرد.

## گزیده فعالیت‌ها
| سال  | عنوان                       | نقش         |
| ---- | --------------------------- | ----------- |
| ۱۹۷۳ | هفت از یک                   | آوریل اوون  |
| ۱۹۷۴ | دیوید کاپرفیلد              | دورا        |
| ۱۹۷۶ | من، کلودیوس                 | دروسیلا     |
| ۱۹۷۸ | بلیکز سون (سریال تلویزیونی) | سارا        |
| ۱۹۸۰ | مایندر (سریال تلویزیونی)    | جکی         |
| ۱۹۹۳ | تل‌تیل (سریال تلویزیونی)     | رزی داگلاس  |
| ۱۹۹۶ | The Bill                    | میشل استابز |